# Landgraf-Ludwigs-Gymnasium

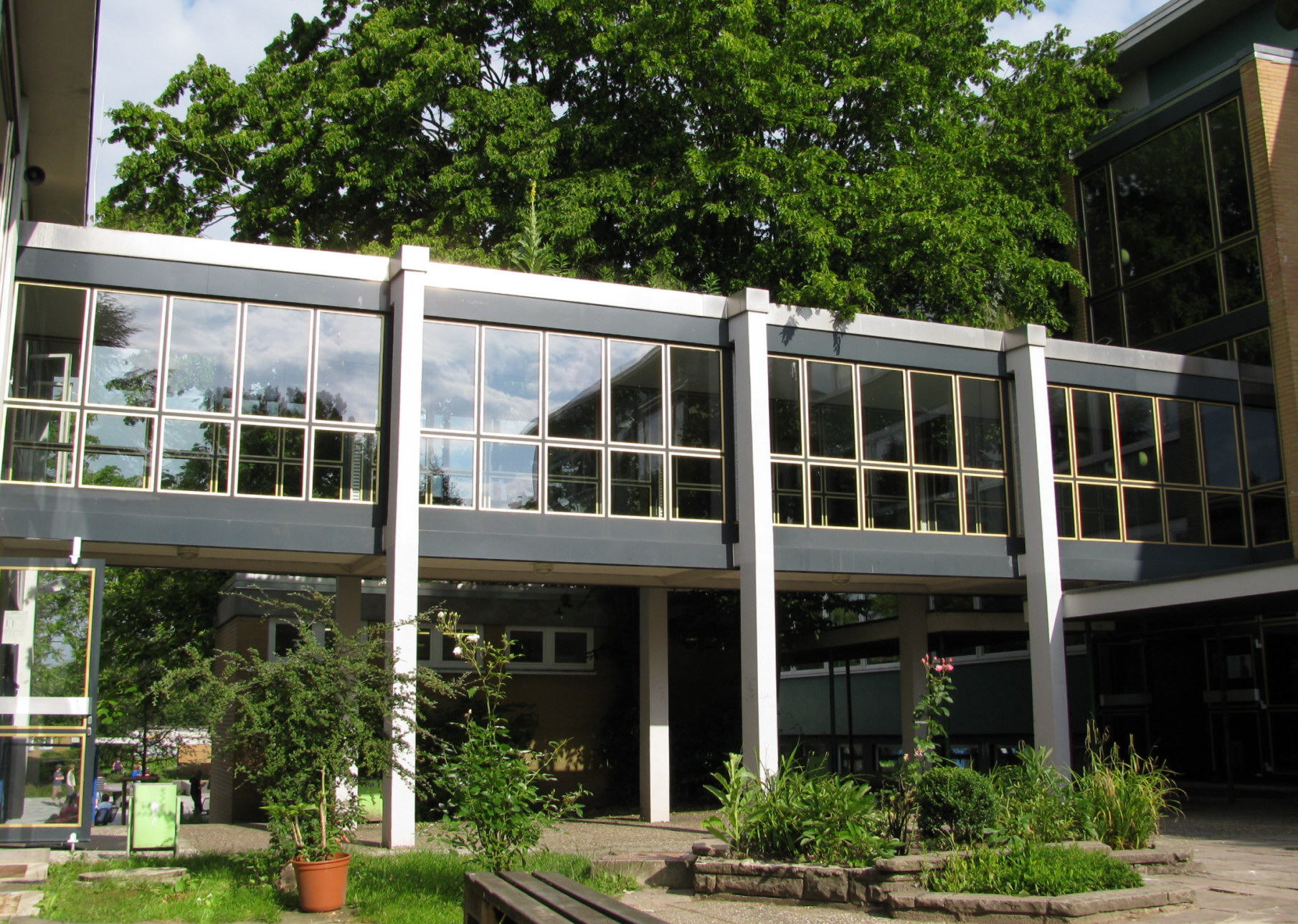
Passage zwischen Haus A und B („Beamtenlaufbahn“), so existent bis 2019

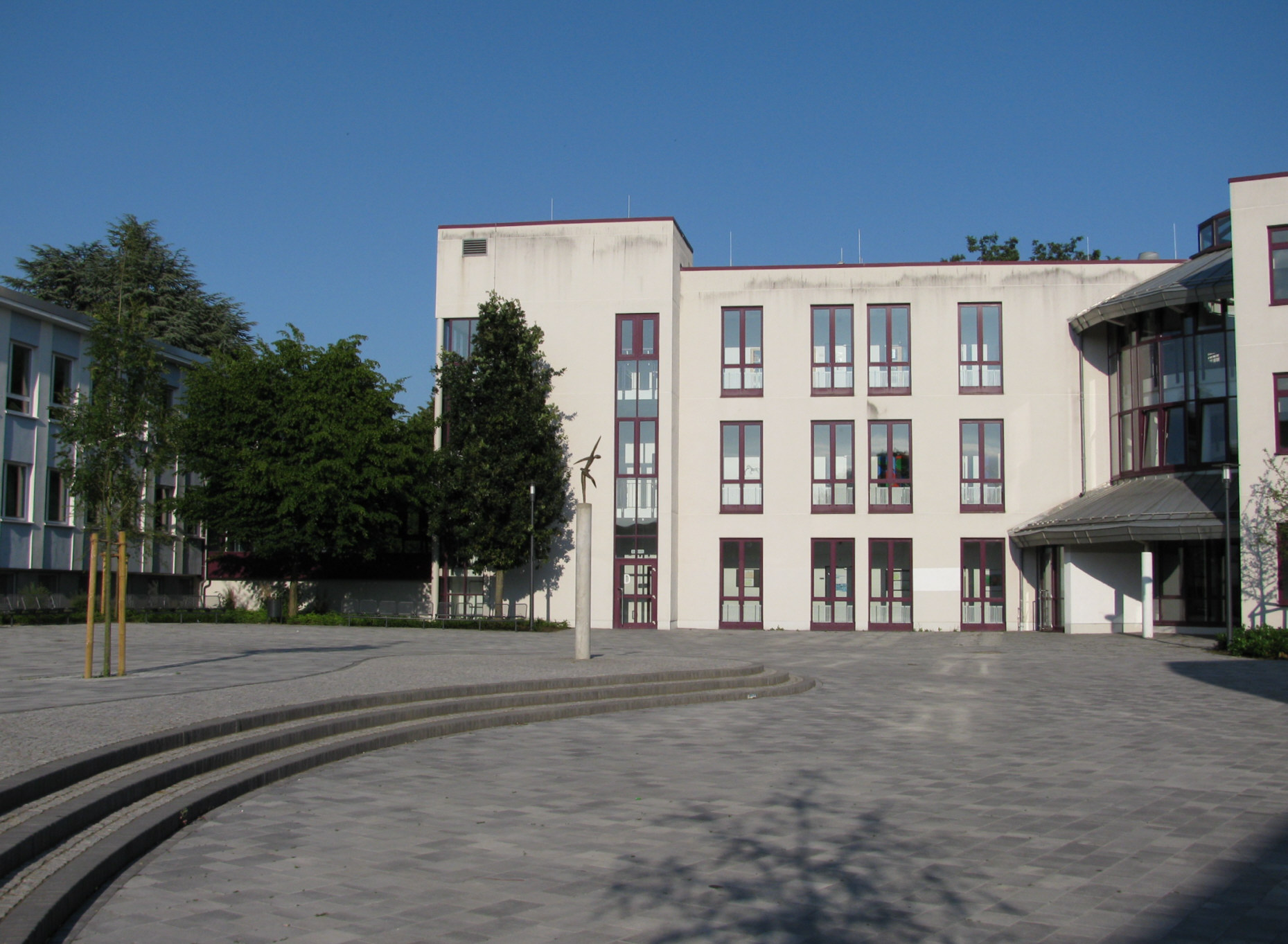
Haus D, mit Skulptur

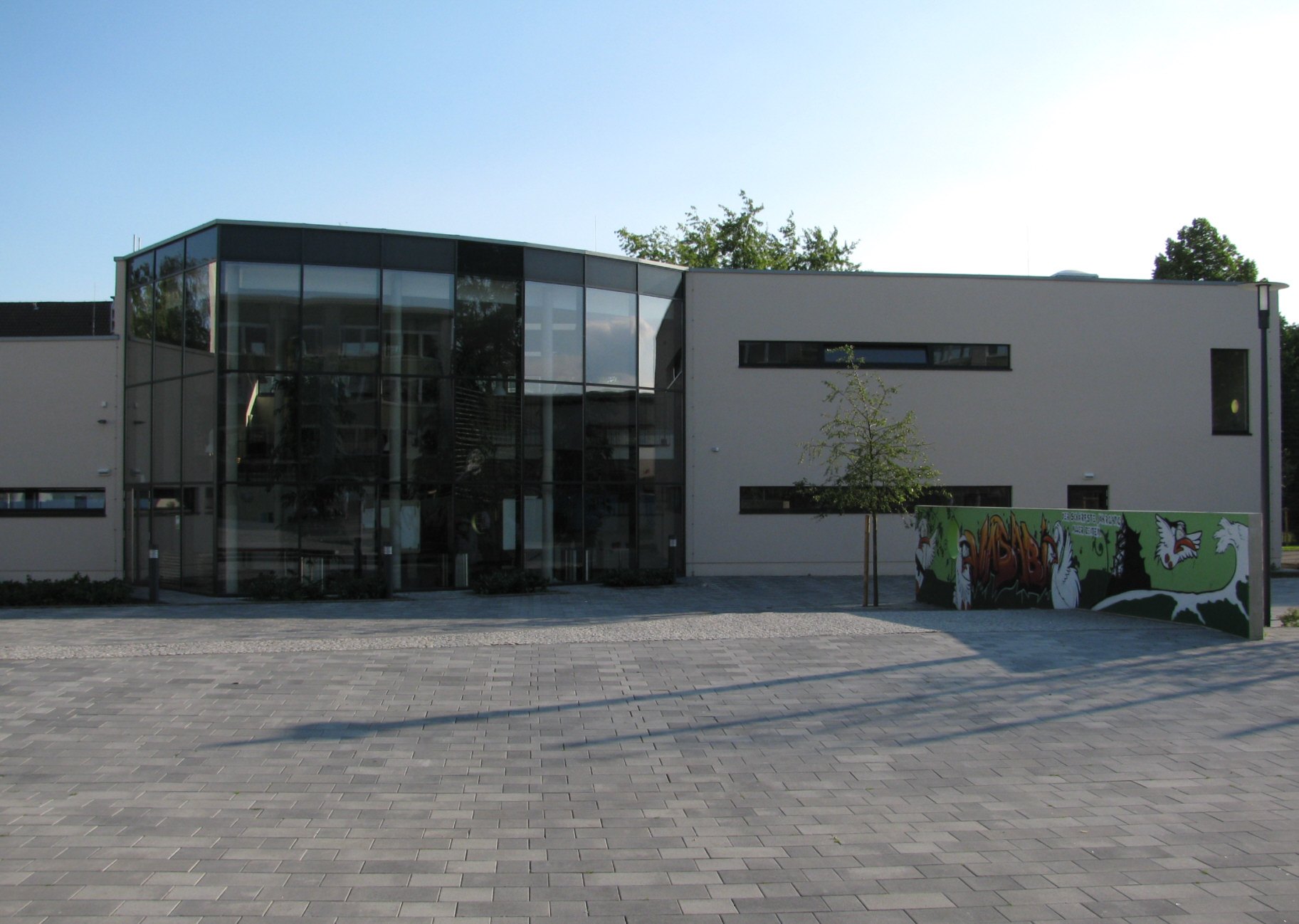
Haus E, mit Mensa

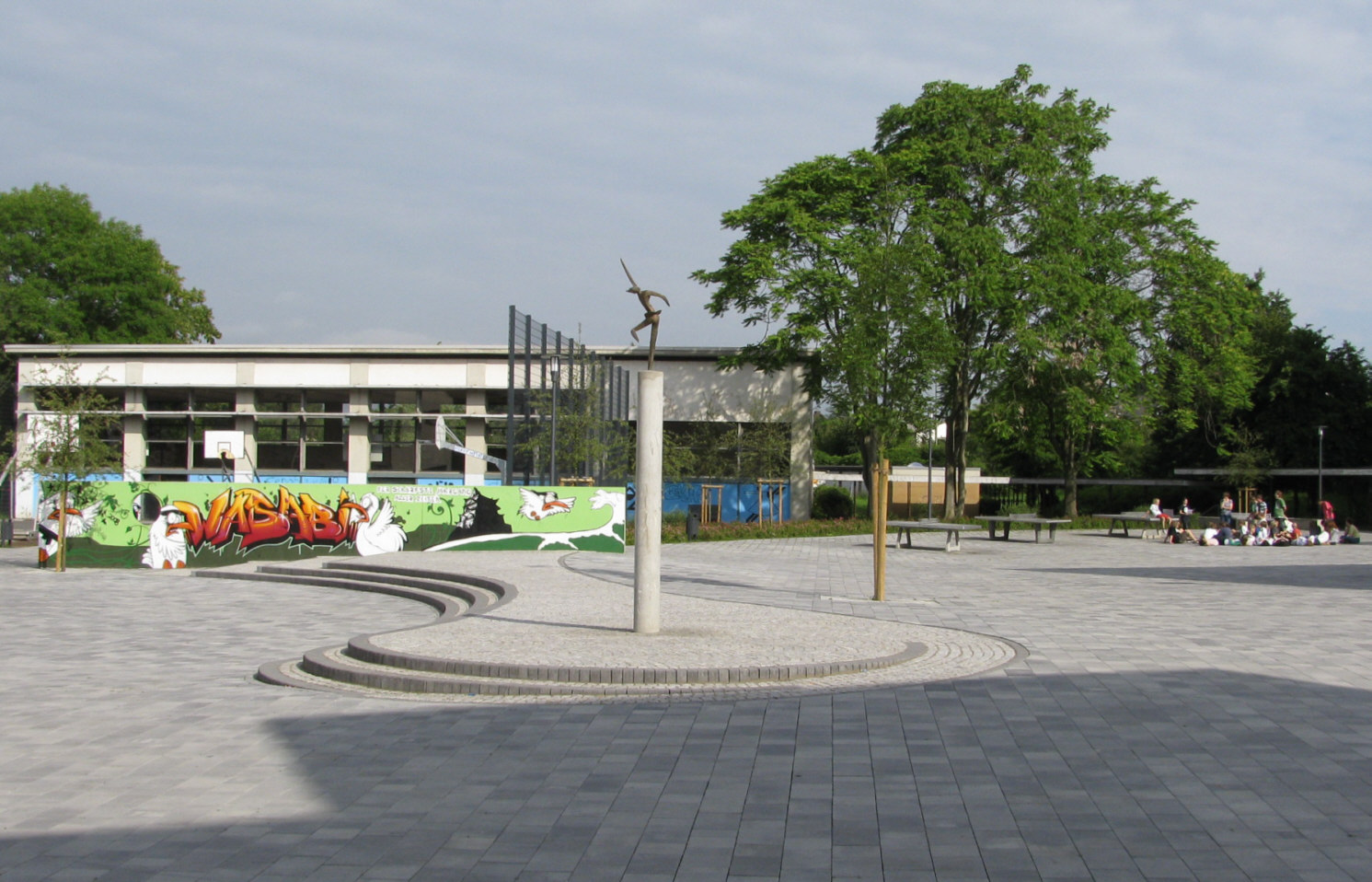
Schulhof mit Blick Richtung Turnhalle, so existent bis 2019

Das Landgraf-Ludwigs-Gymnasium (kurz: LLG), vormals Landgraf-Ludwig-Schule, ist ein Gymnasium in der Universitätsstadt Gießen.

## Geschichte
Die Schule wurde 1605 von Landgraf Ludwig V. von Hessen-Darmstadt als Lateinschule (Pädagogium) gegründet und ist damit das älteste Gymnasium Gießens.
Im Herbst 1961 wurde sie in die Gießener Nordstadt verlegt und mit der dortigen Haupt- und Realschule zur Landgraf-Ludwig-Schule (kooperative Gesamtschule mit gymnasialer Oberstufe) umgewandelt. Im Jahre 2003 erfolgte die Trennung des Gymnasialzweiges als eigenständiges Landgraf-Ludwigs-Gymnasium.
Im Jahr 2007 zog die Georg-Büchner-Schule, eine Grundschule, in die ehemaligen Haupt- und Realschulgebäude ein.
Das Landgraf-Ludwigs-Gymnasium bot als einzige Schule in Gießen bis ins Jahr 2017 Latein als erste Fremdsprache und Eingangsprofil an. Aufgrund der sinkenden Schülerzahlen des Profils wurde es durch das Eingangsprofil Musik ersetzt. Bis in die 1990er Jahre hinein wurden auch Altgriechisch und Russisch unterrichtet. Seit dem Schuljahr 2008/09 wird wieder Unterricht in Altgriechisch angeboten.

## Historische Quellen
Das historisch bedeutsame Schriftgut des Landgraf-Ludwigs-Gymnasiums Gießen liegt im Hessischen Staatsarchiv Darmstadt (Bestand G 53 LGG Giessen). Die ältesten Unterlagen gehen auf das frühe 18. Jahrhundert zurück, darunter ein Verzeichnis der Erzieher und Lehrkräfte aus dem Jahr 1728. Der Bestand beinhaltet Schriftstücke zur Schulverwaltung und Unterrichtsorganisation, zu Schulalltag und Schülerschaft. So finden sich im Bestand unter anderem die Programme der Jahresfeiern ab 1843 sowie etliche Prüfungsarbeiten von Referendaren, die Einblicke in die Ausbildung der Lehramtsanwärter vom Ende des 19. Jahrhunderts bis in die Zeit des Nationalsozialismus hinein geben. Der Bestand ist erschlossen und größtenteils im Internet recherchierbar.

## Gebäudebestand
Das Schulgelände in der Gießener Nordstadt, welches in den 1960er Jahren bezogen wurde, besaß zu Beginn drei Kerngebäude. Haus A beherbergte die Verwaltung und in Haus B waren die Unterrichtsräume untergebracht. Das Gebäudeensemble wurde durch eine Turnhalle vervollständigt. Diese Gebäude existieren in ähnlicher Form bis heute.
Aufgrund der steigenden Schülerzahlen findet seit den 1990er Jahren eine stetige Erweiterung des Gebäudebestands statt. Begonnen wurde diese Erweiterung mit dem Bau des Hauses D. Dort ist der naturwissenschaftliche Bereich mit Unterrichtsräumen und Sammlungen untergebracht. Darauf folgte der Bau des Hauses E mit vier Unterrichtsräumen, einem Kiosk, der von Schülern betrieben wird, und der Aula, die auch als Mensa genutzt wird.
Ab dem Schuljahr 2017/2018 wurde mit der Sanierung der Turnhalle und dem Umbau des Schulhofes zwischen Haus A und Haus B begonnen. Beide Baustellen konnten Anfang des Jahres 2019 abgeschlossen werden.
Da das Haus B, in welchem sich bislang die Schulbibliothek befindet, auf Dauer der Belastung statisch nicht standhalten kann, wurde Mitte 2020 mit der Aufstockung des Hauses D begonnen. Die neue Etage soll ab dem Jahreswechsel 2022/2023 bezugsfertig für die Schulbibliothek sein. Sie soll Platz für Stillarbeitsräume und eine Veranstaltungsfläche bieten. Eine Erweiterung des Hauses B befindet sich im ersten Bauabschnitt. Sie soll Entlastung für die mitgenutzten Räume der Grundschule bieten. Ihre Fertigstellung soll voraussichtlich im Sommer 2023 erfolgen.

## Epistula
Die Epistula ist eine von der Schule herausgegebene, jährlich erscheinende Zeitschrift für Absolventen. Neben Schulinformationen werden in beschränktem Umfang auch die Werdegänge ehemaliger Schüler dargestellt. Die Schule unterhält dazu ein Adressregister der Ehemaligen auf freiwilliger Basis.

## Wettbewerbe
Seit mehreren Jahrzehnten ist das LLG außerordentlich erfolgreich beim Geschichtswettbewerb des Bundespräsidenten. Bei fast sämtlichen Ausschreibungen seit der deutschen Wiedervereinigung wurde die Schule zweitbeste beim Geschichtswettbewerb in Deutschland. So gewannen Schüler des Gymnasiums mehrfach erste, zweite und dritte Bundespreise.
Darüber hinaus gewannen Schüler bei Jugend forscht mehrere Regionalsiege und 2013 den hessischen Landessonderpreis für Umwelttechnik. Bei Jugend debattiert kamen bisher zwei hessische Landessieger vom LLG. Auch in den Wettbewerben „Jugend und Wirtschaft“ und in den Lateinwettbewerben gewinnen die Schule und ihre Schüler regelmäßig Preise.

## Personen

### Lehrer und Schulleiter
- Johann Jakob Rambach (1693–1735), Theologe
- Johann Georg Friedrich Leun (1757–1823), Philosoph, Theologe und Geistlicher
- Friedrich Wilhelm Daniel Snell (1761–1827), Philosoph, Historiker und Mathematiker
- Friedrich Karl Rumpf (1772–1824), Theologe, Rhetoriker
- Ludwig Wilhelm Zimmermann (1780–1825), Chemiker und Mineraloge
- Johann Valentin Klein (1787–1861), Theologe, Philosoph, Pädagoge und Bibliothekar
- Hermann Schiller (1839–1902), Pädagoge, Direktor 1876–1899
- August Messer (1867–1937), Pädagoge, Philosoph
- Karl Glöckner (1884–1962), Lehrer ab 1931, Direktor 1945–1950
- Ernst Feick (1911–2007), Handballnationalspieler und Präsident des DHB; Lehrer
- Manuel Lösel (* 1965), Schulleiter, später Staatssekretär

### Schüler
- Ludwig Bergér (1887–1972), Jurist und Politiker
- Alfred Bock (1859–1932), Schriftsteller
- Eduard Bötticher (1899–1989), Rechtswissenschaftler
- Karl Buff (1862–1907), Sänger, Schüler des LLG bis 1875
- Johann Wilhelm Christian Gustav Casparson (1729–1802), Schriftsteller, Historiker und Hochschullehrer
- Wilhelm Curtmann (1802–1871), Pädagoge
- Friedrich Dernburg (1833–1911), liberaler Politiker und Journalist
- Ernst Eckstein (1845–1900), Schriftsteller
- Sabine Fehlemann (1941–2008), Kunsthistorikerin, Direktorin des Von der Heydt-Museums in Wuppertal
- Kurt Grünebaum (1910–1988), Freier Journalist und Verfolgter des Naziregimes
- Gustav Heyer (1826–1883), Forstwissenschaftler
- Karl Hillebrand (1829–1884), Essayist
- Wolfgang Jantzen (1941–2020), Professor für Behindertenpädagogik
- Johann Friedrich Kayser (1685–1751), Rechtswissenschaftler und Hochschullehrer
- Wilhelm Liebknecht (1826–1900), Reformer und Mitbegründer der SPD
- Walther Löhlein (1882–1954), Ophthalmologe
- Ferdinand von Loehr (1817–1876), Mediziner, Revolutionär und Teilnehmer am Amerikanischen Bürgerkrieg
- Bernhard Ludwig Mollenbeck (1658–1720), Rechtswissenschaftler und Hochschullehrer
- Johann Heinrich Mollenbeck (1669–1739), Rechtswissenschaftler und Hochschullehrer
- Friedrich Noack (1858–1930), Journalist und Schriftsteller
- Wilhelm Pfannenstiel (1890–1982), Hygieniker in Marburg
- Klaus Reichert (* 1938), Anglist, Übersetzer, Herausgeber, Lektor, Essayist
- Hugo von Ritgen (1811–1889), Architekt
- Helmut Roloff (1912–2001), Pianist und Widerstandskämpfer
- Thorsten Schäfer-Gümbel (* 1969), Politiker (SPD)
- Thomas Schirrmacher (* 1960), Bischof, Menschenrechtler, Religionssoziologe
- Erwin Schliephake (1894–1995), Mediziner
- Paul Schneider (1897–1939), Pfarrer, „Der Prediger von Buchenwald“
- Gerhard Schröder (1910–1989), Politiker (CDU), Bundesminister (1953–1969)
- Dov Tamari (1911–2006), Mathematiker
- Simone Techert (* 1968), deutsche Physikochemikerin
- Bernhard Vogel (1932–2025), Politiker (CDU), Ministerpräsident von Rheinland-Pfalz (1976–1988) und Thüringen (1992–2003)
- Hans-Jochen Vogel (1926–2020), Politiker (SPD), Oberbürgermeister von München, Bundesminister (1972–1981), Reg. Bürgermeister von Berlin (1981)
- Carl Vogt (1817–1895), Naturwissenschaftler, Politiker und Reformer
- Johannes Volkmann (* 1996), Politiker (CDU)
- Friedrich Weber (1949–2015), Landesbischof
- Carl Theodor Welcker (1790–1869), Staatsrechtler und Abgeordneter im Paulskirchenparlament
- Friedrich Gottlieb Welcker (1784–1868), klassischer Philologe
- Georg Leopold von Zangen (1792–1851), Geheimer Oberfinanzrat
- Eva Ziesche (1939–2005), Bibliothekarin an der Staatsbibliothek Berlin
- Nikolaus Katzer (* 1952), Historiker

### Eigenpublikationen
- Jürgen Dauernheim: Landgraf-Ludwigs-Gymnasium in Gießen unter dem Hakenkreuz. Zur Geschichte dieser Schule von 1933-1945/46, Selbstverlag Gießen 2020.
- 60 Jahre Epistula. Seit 1605, 50 Jahre LLG am Rodtberg = Epistula Gymnasii Ludoviciani Gissensis, Nr. 80 (2011), Gießen.
- Manuel Lösel (Hg.): Festschrift 400 Jahre Landgraf-Ludwigs-Gymnasium 1605–2005, Gießen 2005.

### Sekundärliteratur
- Eva-Marie Felschow: 400 Jahre Landgraf-Ludwig-Gymnasium. Die Gründung des Pädagogiums im Jahre 1605 als Vorbereitung für die Universität, in: Mitteilungen des Oberhessischen Geschichtsvereins, Band 91 (2006), S. 1–24.
- Ludwig Brake: Stadt und Gymnasium, in: Mitteilungen des Oberhessischen Geschichtsvereins, Band 91 (2006), S. 45–67. pdf